# 花蔺科
花蔺科（Butomaceae）只包括花蔺属（Butomus）一属的二种植物，生长于欧亚大陆北温带地区，中国也有分布，为淡水水生草本植物，叶带状；花聚生于花茎顶端，6裂，雄蕊9；果实为蓇葖果；根茎粗壮横生，含淀粉，可食用，花可做观赏。

## 种
该属包括：
- Butomus junceus Turcz.：中亚
- 花蔺 Butomus umbellatus L.：亚洲和欧洲，引入北美[3]，亦称䓮䕅。

栽培种
- Butomus umbellatus 'Rosenrot'
- Butomus umbellatus 'Schneeweisschen'